# Бронхопневмонія
Бронхопневмонія — запалення легенів, що розвивається у зв'язку з бронхітом або бронхіолітом. Вона має осередковий характер. Хвороба має різноманітну етіологію: мікробні агенти (пневмокок, стафілокок, стрептокок, ентеробактерія, грибок, мієлоплазма), хімічні та фізичні фактори.

## Патологічна анатомія
За будь-якої етіології в основі бронхопневмонії лежить гострий бронхіт, або бронхіоліт, що зазвичай представлено різноманітними формами катару. При цьому слизова оболонка стає повнокровною та набухлою; покрівний епітелій слизової лущиться, що веде до пошкодження мукоцитарного механізму очищення бронхіального дерева.
При бронхопневмонії стінки бронхів та бронхіолів потовщуються за рахунок набряку та інфільтрації, що порушують дренажну функцію бронхів.

## Стафілококова бронхопневмонія
Стафілококова бронхопневмонія зазвичай викликається золотистим стафілококом, часто її виявляють після вірусної інфекції. Вона відрізняється важким перебігом. Частіше у легенях знаходять осередки нагноєння та некрозу.

## Стрептококова бронхопневмонія
Стрептококова бронхопневмонія найчастіше викликається гемолітичним стрептококом, нерідко у сполученні з вірусом. Протікає гостро. Легені збільшено, з поверхні стікає кров'яниста рідина. У бронхах можливі некрози стінок, утворення абсцесів та бронхоестазів.

## Пневмококова бронхопневмонія
Пневмококова бронхопневмонія характеризується утворенням осередків, тісно пов'язаних з бронхіолами. На периферії осередків — зона набряку, де багато мікробів.

## Грибкова бронхопневмонія
Під час грибкової бронхопневмонії осередки мають різні розміри, у центрі осередків — розпад.